# Quercus salicina
Quercus salicina és una espècie de roure que pertany a la família de les fagàcies i està dins del subgènere Cyclobalanopsis, del gènere Quercus.

## Morfologia
Q. salicina és un arbre de 30 m d'alçada, amb un tronc recte d'1 m de diàmetre, té una escorça llisa de color gris fosc. Les branques són tomentoses de color marró pàl·lid, que esdevenen glabres i els seus brots amb escates de color verd groc. Les fulles 4-10 x 1-2,5 cm, perennifolis, oblong a oblong-lanceolat; coriàcies, l'àpex és acuminat punxegut; base arrodonida o atenuada; marge sencer, o poc dentada cap a l'àpex; verd, sense pèls a sobre; glauc o blanc, cerós per sota, amb pèls estelats i arrebossats; 11-13 parells de nervis dèbilment destacades a sota; pecíol curt, de 0,5-1 cm de llarg. Floreixen entre juliol i agost, els aments masculins fan entre 6 a 9 cm de llarg, flors grogues amb 3-4 periants lobulats i 4-6 estams; espigues pistil·lades curtes, de 3-4 flors amb estigmes recurrents. Les glans 1,5-2,5 cm de llarg, 1-1,2 cm de diàmetre; tija 0,5-1 cm; que tanca 1/2 per cúpula; les cúpules sedoses, d'1,4 cm de diàmetre, amb escames en forma de diamant, marró pàl·lid, retardades; madura en 1 any.

## Distribució
Creixen en els boscos del Japó, Corea del Sud i Taiwan.

## Taxonomia
Quercus salicina va ser descrita per Blume i publicat a Museum Botanicum 1(20): 305. 1850.
Etimologia
Quercus: nom genèric del llatí que designava igualment al roure i a l'alzina.
salicina: epítet

## Plagues i compostos químics
Les larves del roure japonès (Arhopala japonica), d'Acrocercops vallata i Marumba sperchius s'alimenten de Q. salicina.
Stenophyllanin A, un taní, i altres gal·lats d'àcid quínic es poden trobar a Q. salicina. La friedelina de triterpè també es pot aïllar de les fulles de l'arbre.